# Oblast Qikiqtaaluk

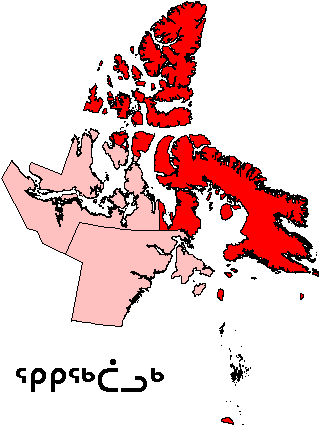
Oblast Qikiqtaaluk na mapě Nunavutu

Qikiqtaaluk (inuktitutsky ᕿᑭᖅᑖᓗᒃ), též Baffinova oblast je oblast, která je součástí kanadské provincie Nunavut. Jedná se o nejsevernější oblast Kanady. Název pochází z inuktitutštiny a jedná se o označení Baffinova ostrova, který je největším ostrovem v této oblasti. Největším a hlavním městem je Iqaluit (7 740 obyvatel). Nachází se zde mnoho chráněných oblastí.
S 18 988 obyvateli a rozlohou 989 879 35 km² se jedná o největší a nejlidnatější oblast Nunavutu. Nachází se zde i nejsevernější, nejjižnější a nejvýchodnější bod Nunavutu. Hustota zalidnění oblasti je 0,02 obyvatel/km² .

Qikiqtaaluk sestává z Baffinova ostrova, Belcherových ostrovů, ostrova Mansel, ostrova Akimiski, ostrova prince Karla, Bylotova ostrova, ostrova Devon, Cornwallisova ostrova, Bathurstova ostrova, ostrova Amunda Ringnese, ostrova Ellefa Ringnese, ostrova Axela Heibergova, Ellesmerova ostrova, poloostrova Melville a severní části ostrova prince Waleského, ostrova Somerset a západní část Hansova ostrova, na kterém se nachází pozemní hranice Kanady a Grónska. Žijí zde hlavně Inuité.

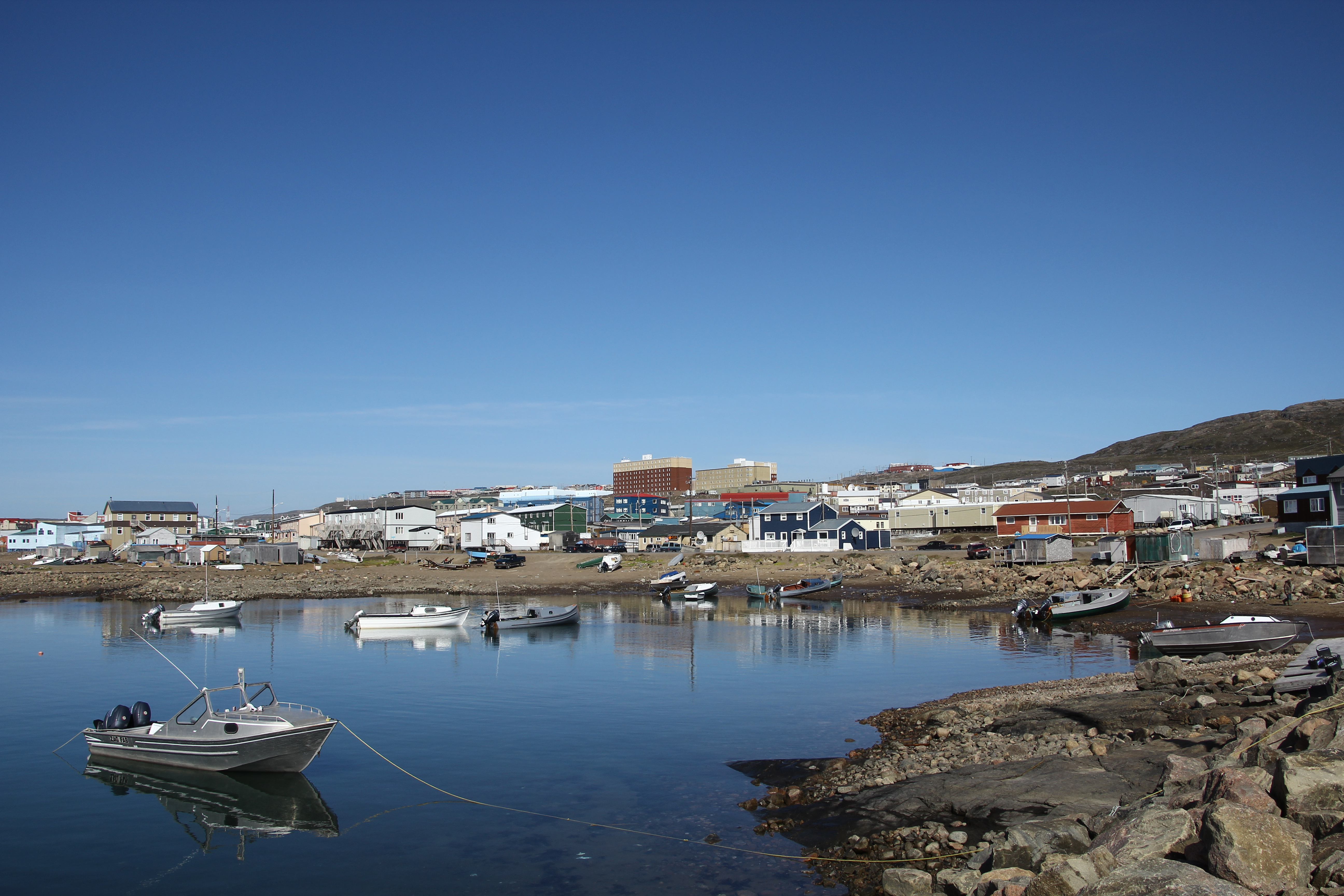
Město Iqaluit

## Obce oblasti Qikiqtaaluk
V závorkách je uveden počet obyvatel obce.
- Iqaluit[3] (7 740), zde žije asi polovina obyvatel této oblasti.
- Arctic Bay (868)
- Cape Dorset (1 441)
- Clyde River (1 053)
- Grise Fiord (129)
- Hall Beach (848)
- Igloolik (1682)
- Kimmirut (389)
- Pangnirtung (1481)
- Pond Inlet (1617)
- Qikiqtarjuaq (598)
- Resolute (198)
- Sanikiluaq (882)

Na Ellesmerově ostrově se nachází oblast zvaná Baffin, Unorganized, kde žije asi 70 lidí a nacházejí se zde dvě obce: Alert (nejsevernější obývané místo světa) a Eureka.

## Historie
Podle historiků a antropologů zde před Inuity žili Thulští lidé (předchůdci Inuitů), kteří nahradili lidi Dorsetské kultury. Okolo roku 1300 měli Inuité obchodní spojení s indiánskými kulturami jižní Kanady.
Po objevení Ameriky sem začali pronikat Evropané, kteří od Inuitů kupovali kožešiny (hlavně z polárních lišek). Protože lišky žily v oblastech, kde nežila zvířata, které Inuité lovili předtím (například tuleni a sobi karibu), Inuité se začali přesouvat. Později sem začali pronikat křesťanští misionáři.
Během let 1950 a 1975 bylo zrušeno třicet obcí.